# Korshage

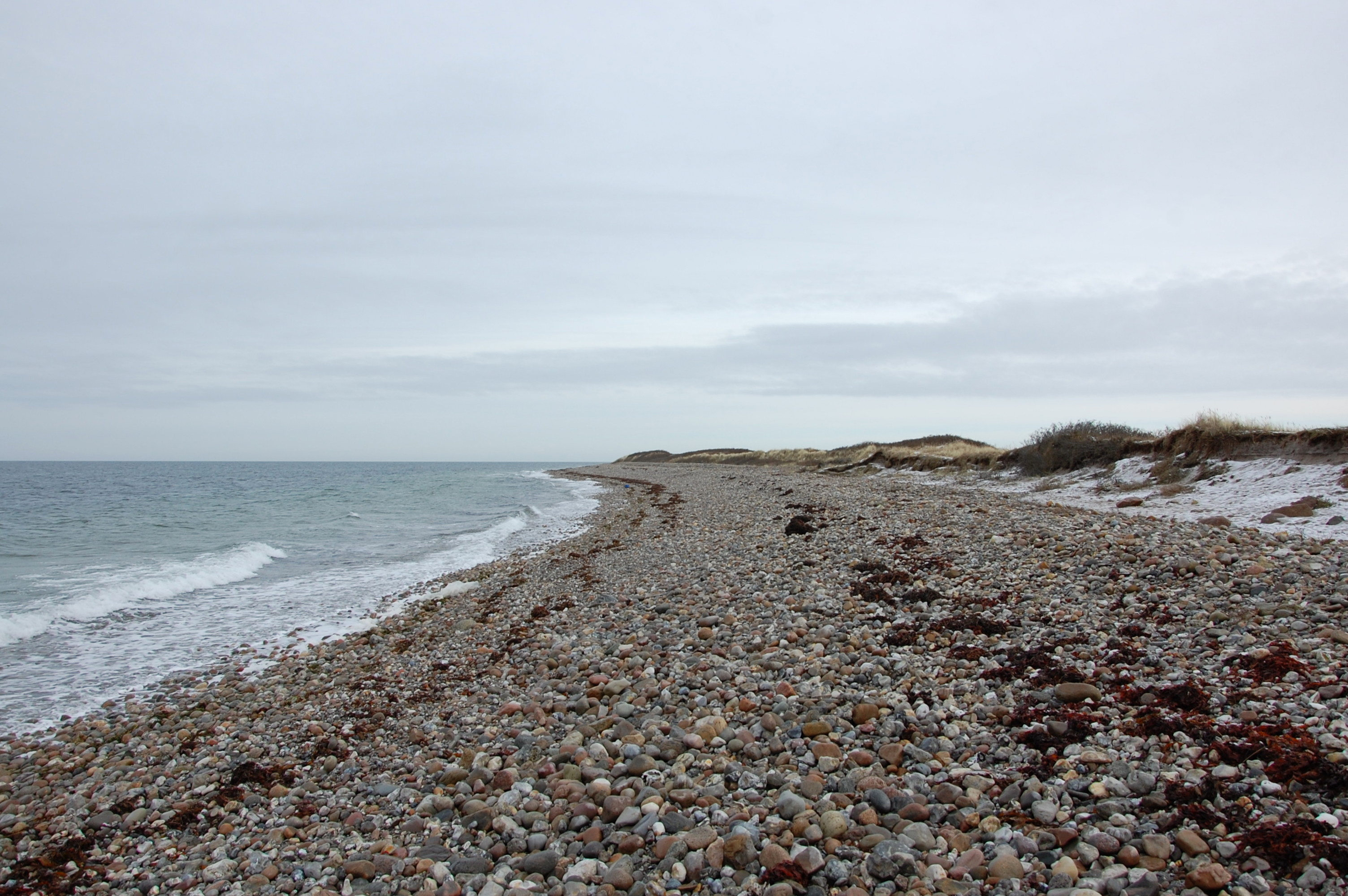
Strand am Korshage, Blick nach Osten in Richtung Kap

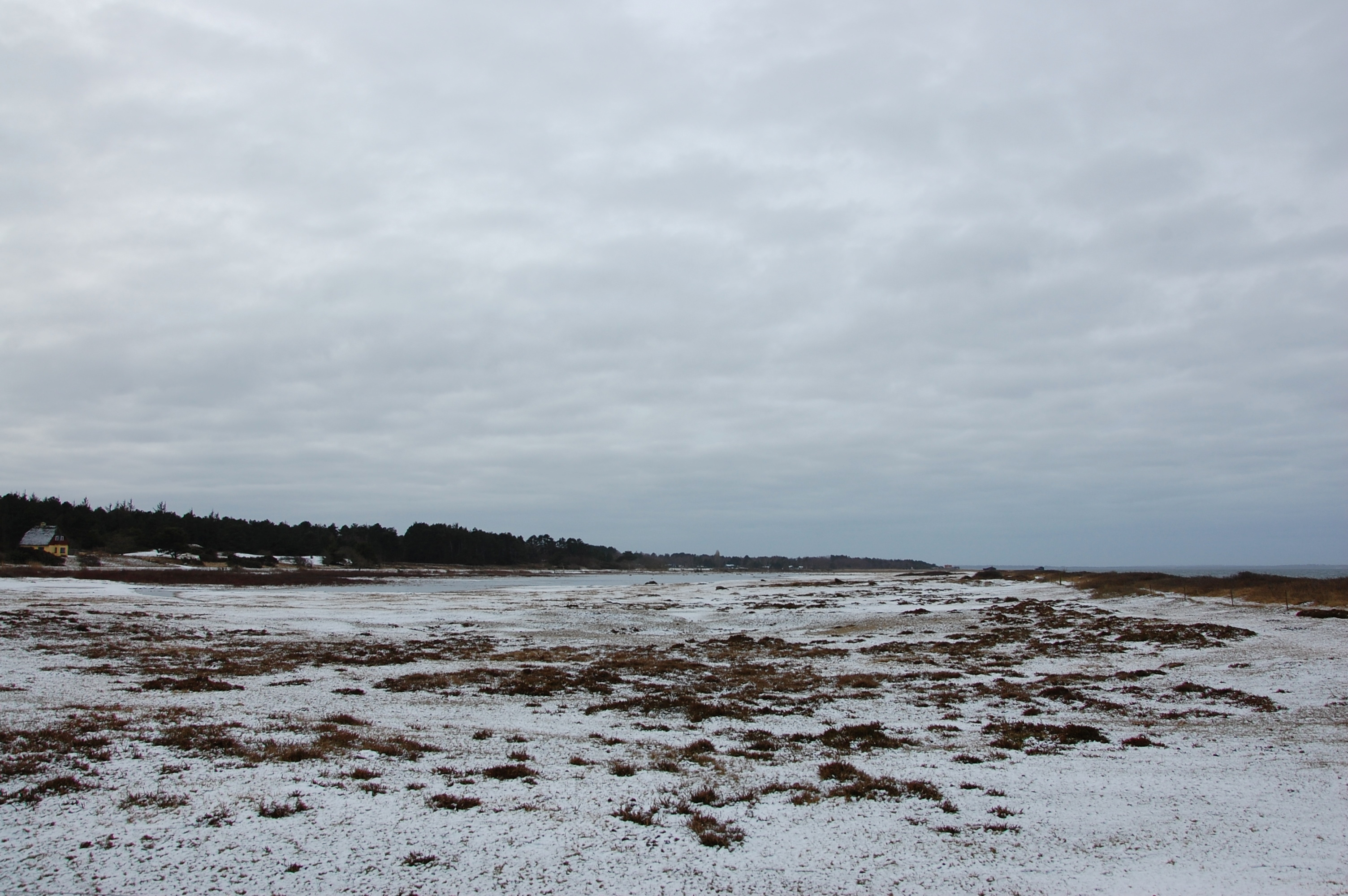
Winterliche Heidelandschaft

Korshage ist das nordöstlich in das Kattegat hineinragende Kap der dänischen Halbinsel Rørvig, die ihrerseits zur Halbinsel Odsherred gehört. Beide Halbinseln sind Teil der dänischen Insel Seeland.
Etwas weiter südlich des zur Gemeinde Odsherred gehörenden Gebiets befindet sich als nächster größerer Ort Rørvig. Die Küstenlinie Korshages ist ständigen Veränderungen unterworfen. Während die Nordküste zurückgeht und hier versucht wird, den Küstenverlauf zu stabilisieren, wächst Korshage nach Osten, in Richtung Hundested, weiter.
Der Bereich um Korshage ist von einer Heidelandschaft geprägt und steht unter Naturschutz. Durch Beweidung wird der Charakter der Landschaft erhalten. Saisonal ist bei Korshage die Beobachtung von Zugvögeln möglich. Allerdings befinden sich unweit des Strandes umfangreiche Ferienhaussiedlungen, die den natürlichen Charakter der Region beeinflussen.